# Норддорф
Норддорф (нім. Norddorf) — громада в Німеччині, розташована в землі Шлезвіг-Гольштейн. Входить до складу району Північна Фризія. Складова частина об'єднання громад Фер-Амрум. Займає північну частину острова Амрум.
Площа — 5,9 км2. Населення становить 578 ос. (станом на 31 грудня 2020).

## Галерея

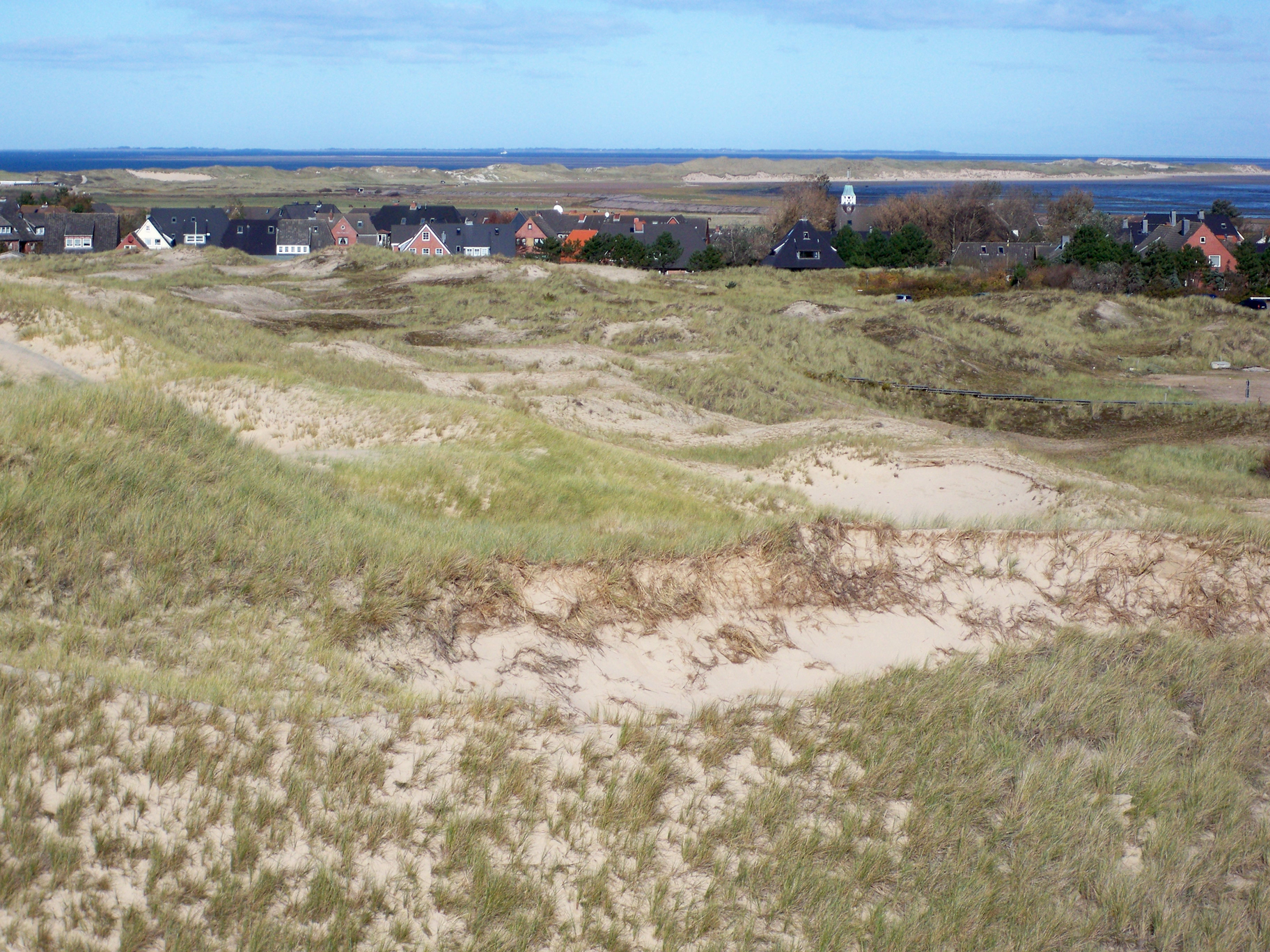
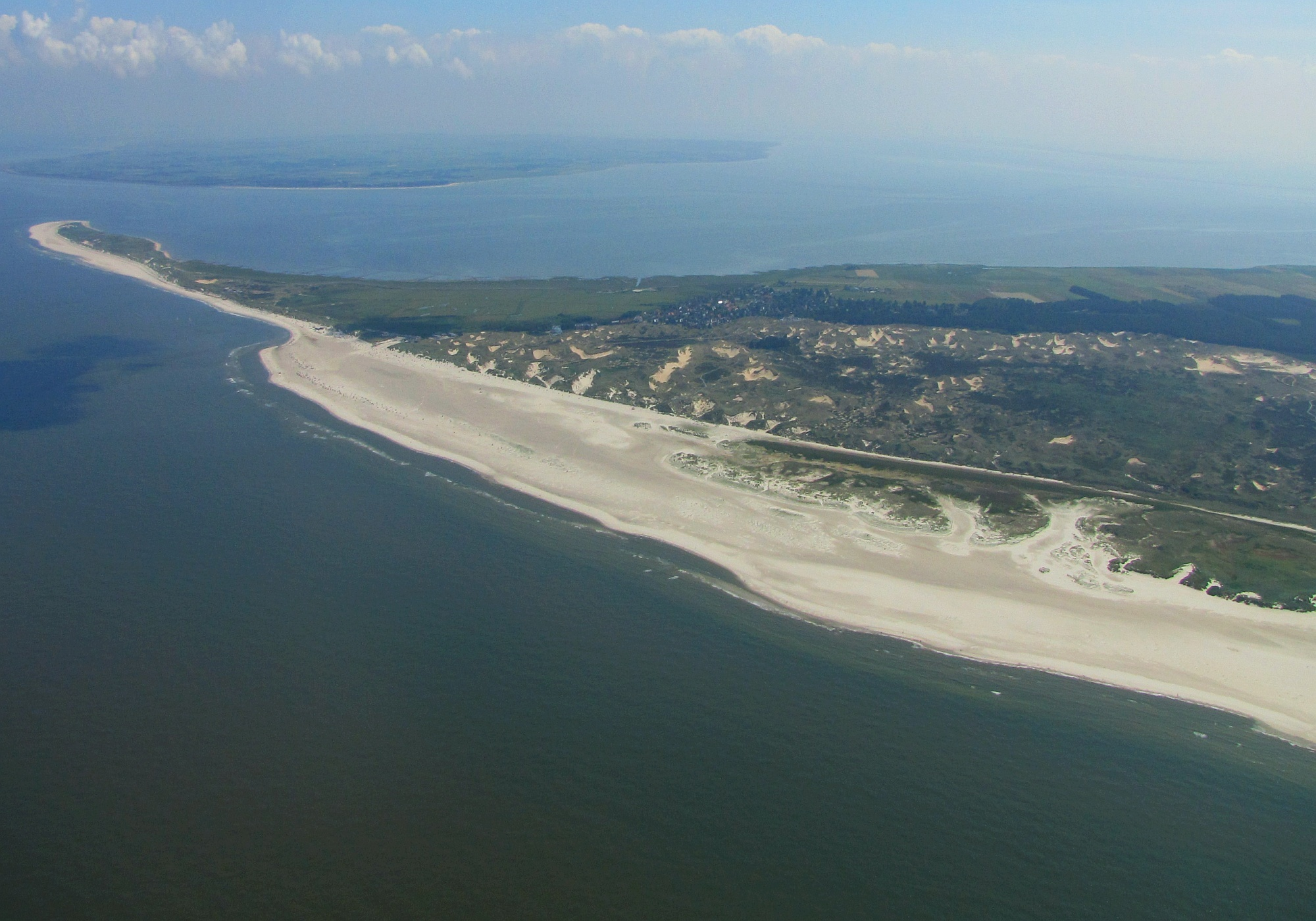
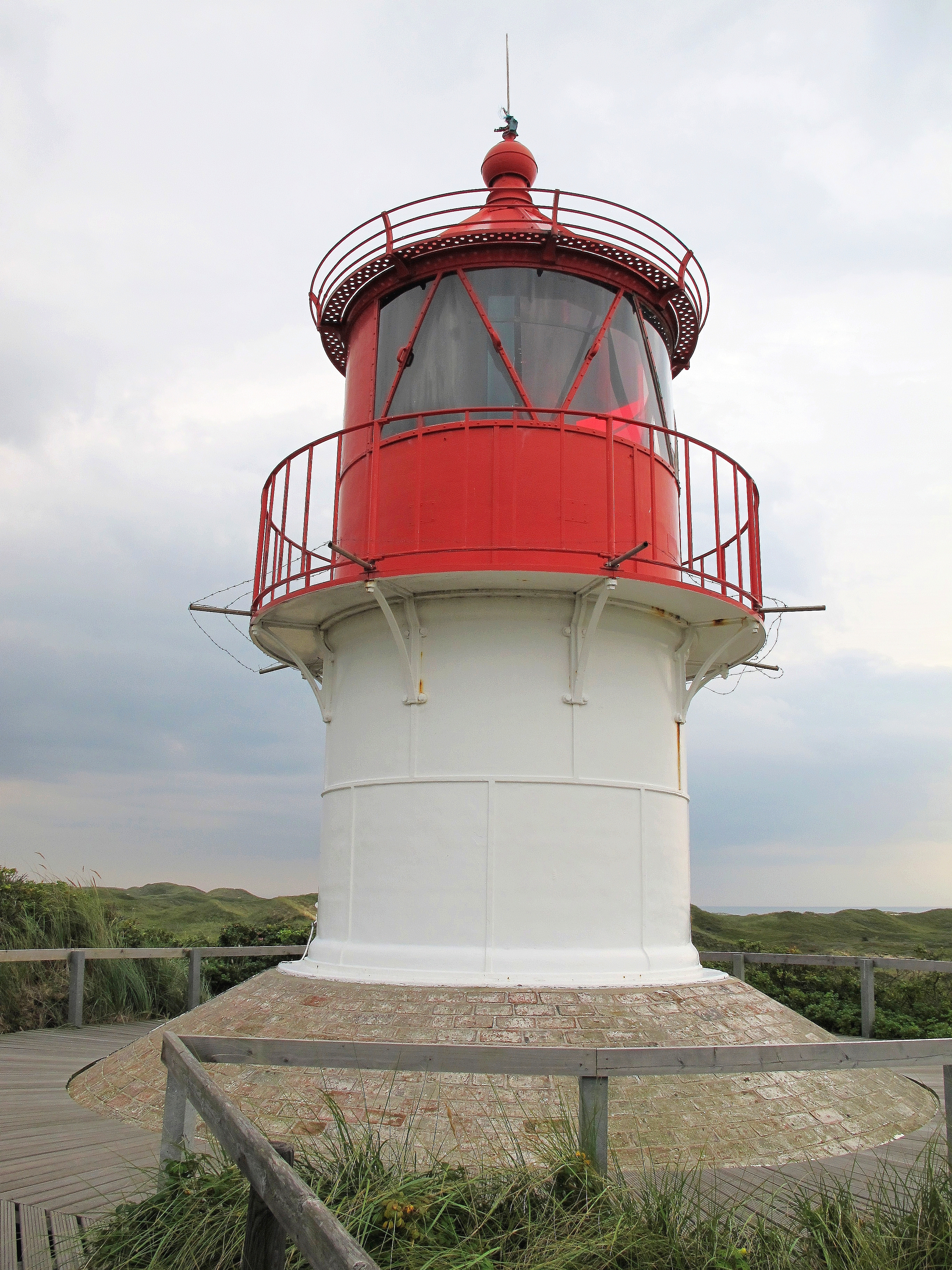